# Iñaki Gil
Iñaki Gil Uriarte es un anarcosindicalista español, secretario general de la Confederación Nacional del Trabajo elegido por el Pleno Nacional de Regionales de dicha organización el 22 de febrero de 2003 ocupando el cargo desde abril de ese año hasta julio de 2005. Dada su pertenencia a la Federación Local de Vitoria, esa ciudad fue la sede durante ese tiempo del Secretariado Permanente del Comité Nacional de la CNT.
| Predecesor: Ana Sigüenza Carbonell | Secretario General de la CNT 2003 - 2005 | Sucesor: Rafael Corrales Valverde |